# Fresh Air (песня)
«Fresh Air» — песня американской рок-группы Quicksilver Messenger Service, выпущенная в студийном альбоме Just for Love в 1970 году. Написана участником группы Дино Валенте. В ноябре 1970 года сингл достиг 49-й позиции в чарте Billboard Hot 100 и впоследствии стал самым продаваемым синглом группы. Мэттью Грюнвальд из AllMusic назвал гитарную партию песни одной из лучших в творчестве Джона Чиполлины.